# Панде Димитров
Панде Димитров е български революционер, деец на Вътрешната македоно-одринска революционна организация.

## Биография
Панде Димитров е роден в ресенското село Избища, тогава в Османската империя, днес в Северна Македония. През 1896 година се записва да учи в българската класическа гимназия в Битоля, където заедно с Милан Матов и Лечо Настев се включват в революционен кръжок на Пере Тошев. Участва в дейността на ВМОРО.
През 1912 година по време на Балканската война е доброволец в Македоно-одринското опълчение като четник при Кръстьо Трайков.